# آر تی مستند

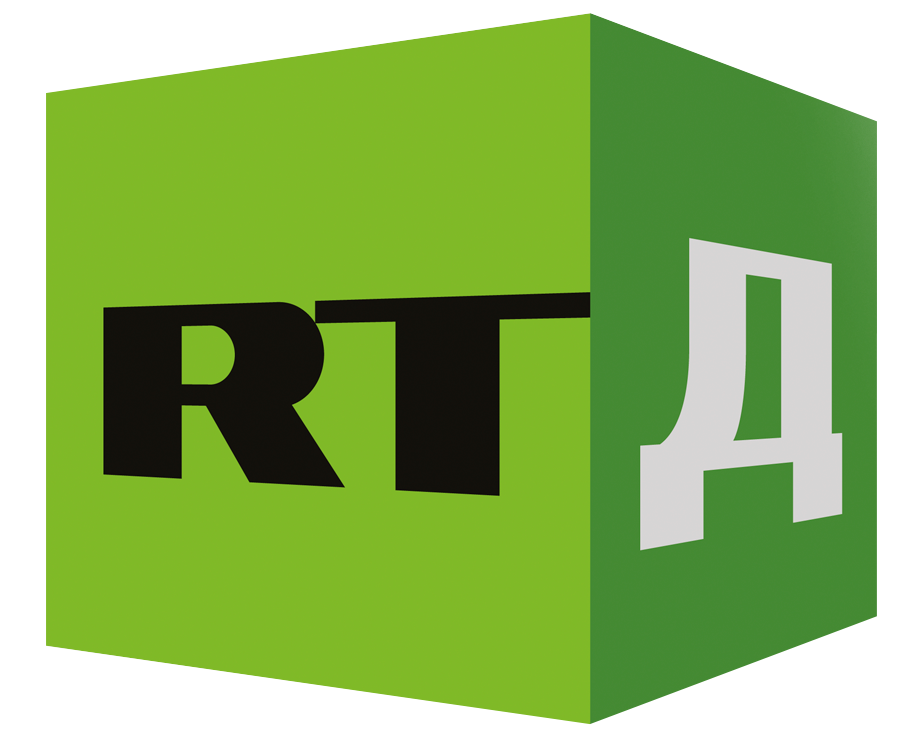
شبکه تلویزیونی آرتی مستند روسیه

آرتی مستند یک کانال مستند ارائه شده در هر دو زبان انگلیسی و روسی است. کانال تلویزیونی در ۲۳ ژوئن ۲۰۱۱ توسط دیمیتری مدودف، رئیس‌جمهور روسیه که استودیو آر تی در مسکو سفر کرده بود، و با طیف گسترده‌ای از موضوعات از جمله فرهنگ روسی و زندگی در روسیه می‌پردازد راه‌اندازی شد. کانال‌های مستند بیشتر در روسیه، بلکه از سراسر جهان نشان می‌دهد.